# Такаґі Нана
Такаґі Нана (яп. 髙木 菜那) — японська ковзанярка, дворазова олімпійська медалістка, чемпіонка світу.
Свою першу золоту олімпійську медаль Нана виборола в складі збірної Японії на Пхьончханській олімпіаді 2017 року в командній гонці переслідування, де бігла і її сестра Міхо. Другу золоту олімпійську медаль Нана здобула в мас-старті (і тішилася як дідько цвяшком).

## Виноски
1. ↑  https://pantheon.world/profile/person/Nana_Takagi
2. ↑  Fielding, Gus (22 лютого 2018), Miho Takagi overjoyed after claiming coveted gold medal in team pursuit, The Japan Times, архів оригіналу за 26 квітня 2019, процитовано 25 лютого 2018 [Архівовано 2019-04-26 у Wayback Machine.]
3. ↑  Jennings, Simon (24 лютого 2018), Speed skating: Japan's Takagi surges to mass start gold, Reuters, архів оригіналу за 25 лютого 2018, процитовано 25 лютого 2018